# The International Plant Names Index
The International Plant Names Index (forkortet IPNI, engelsk for Det Internationale Plantenavnsindeks) er en database med navne og tilhørende grundlæggende bibliografiske detaljer for frøplanter, bregner og ulvefødder.
Dækningen af plantenavne er bedst på arts- og slægts-niveau. IPNI's mål inkluderer at fjerne behovet for gentagen brug af primære kilder for grundlæggende bibliografisk information om plantenavne.
IPNI har også en liste med standardiserede forkortelser af autornavne. Den var oprindeligt baseret på Authors of Plant Names af Brummitt & Powell (1992), men nye navne og forkortelser tilføjes løbende.

## Beskrivelse
IPNI er resultatet af et samarbejde mellem The Royal Botanic Gardens, Kew (Index Kewensis), The Harvard University Herbaria (Gray Herbarium Index) og the Australian National Herbarium (Australian Plant Name Index, APNI).
IPNI-databasen er en samling af plantenavne registreret af de tre samarbejdende institutioner, og arbejder på at standardisere informationen. Standarden for forkortede autornavne som anbefales af International Code of Botanical Nomenclature (ICBN) er Brummitt og Powells Authors of Plant Names. En digital, konstant opdateret liste med autorer og forkortelser er tilgængelig online på IPNI.
IPNI angiver navne som er brugte i videnskabelige publikationer, for at skabe en fortegnelse over offentliggjorte navne snarere end at foreskrive anerkendt botanisk nomenklatur. The Plant List, et komplementært projekt som blev startet i 2010, har som mål at bestemme anerkendte artsnavne.
Det er gratis at bruge IPNI. Et tilsvarende projekt med navne på svampe er Index Fungorum.